# Pere Villalba i Varneda
Pere Villalba i Varneda (Barcelona, 1938) és doctor en Filologia Clàssica des de 1981 per la Universitat de Barcelona, professor emèrit del Departament de Ciències de l'Antiguitat i de l'Edat Mitjana de la Universitat Autònoma de Barcelona. És conegut per la seva expertesa dels pobles i dels escriptors de l'antiguitat grecoromana i de llurs seguidors a l'edata mitjana.
És membre de la Reial Acadèmia de Bones Lletres de Barcelona des del 13 de maig de 2004. Hi va cobrir la vacant d'Eudald Solà. El 2007 va ser promogut doctor honoris causa en Filosofia i història de les idees per la Universitat de Palerm. Hi va tenir una lectio magistralis amb el títol De arte addiscendi (l'art d'aprendre).
Ha impartit la docència sobre el teatre llatí, l'elegia i Ciceró. Cal destacar la notable aportació a la fixació del text de les Ora Maritima de Ruf Fest Aviè, publicat en col·leccions diferents els anys 1986 i 1994; ha contribuït a la renovació dels estudis ciceronians amb la publicació dels tractats De senectute (1998) i De amicitia (1999), i el 2006 presenta la primera traducció catalana de De re publica, també de Ciceró. Membre del Raimundus Lullus Institut, ha establert el text crític de l'Arbor scientiae de Ramon Llull per al Corpus Christianorum (2001), i és autor de Ramon Llull. Vida i obres. i Ramon Llull. Escriptor i filòsof de la diferència.
És especialista en la història dels Jocs Olímpics (Olímpia. Orígens dels Jocs Olímpics, 1994), i ha publicat fonts sobre l'evolució de la idea política en la Roma monàrquica i republicana (Roma a través dels historiadors clàssics, 1996). Els articles que ha publicat estan en consonància amb els temes tractats anteriorment i amb col·laboracions en matèries complementàries.